# Gunnar Nilsson
Gunnar Nilsson (n. 20 noiembrie 1948, Helsingborg, Suedia – d. 20 octombrie 1978, Londra, Regatul Unit) a fost un pilot suedez de Formula 1, care a evoluat în Campionatul Mondial între anii 1976 și 1977.